# Kujō Motoie
Kujō Motoie (九条基家, [[[1203]] - 1280] Erro: {{japonês}}: texto da transliteração contém caractere não latino (pos 19) (ajuda)), foi um poeta e membro do Ramo Kujō  do Clã Fujiwara que viveu na primeira metade do Período Kamakura.

## Vida
Motoie foi o terceiro filho de Yoshitsune e sua mãe Fujiwara no Hisako era filha de Matsuo Motofusa. Faz parte dos novos trinta e seis imortais da nova poesia.
Em 1218 foi nomeado Chūnagon e em 1220 Dainagon. Em 1237 foi nomeado Naidaijin, mas decidiu se aposentar e se retirou da Corte Imperial no ano seguinte. Morreu em 1280 aos 77 anos de idade.
Seu amor pela poesia waka se desenvolveu após a Guerra Jōkyū (1221) participar em vários concursos waka em 1232, 1236, 1256, 1261, 1265 e 1278. Ele também participou dos círculos poéticos organizados pelos Kujō e pelo Imperador Go-Toba e, posteriormente, organizados pela Imperador em Clausura Go-Saga.
Com alguns de seus trabalhos, fez uma coleção particular de poemas em torno de 1253 chamado Kumoba-shu (雲葉集). Também fez uma compilação de poemas chamado Shinsen Wakasen (新撰歌仙) e 79 de seus poemas foram incluídos em várias antologias imperiais, como o Shokukokin Wakashū de 1265 da qual participou de sua compilação.